# Itome (monte)
L'Itome (in greco antico: Ἰθώμη?, Itòme) è un monte della Messenia (Peloponneso, Grecia), alto circa 800 metri s.l.m.
Il monte Itome ha avuto una notevole importanza nella storia dell'antica Grecia, essendo stato sede dell'eroica resistenza ai Lacedemoni dei Messeni (VIII secolo a.C.) e, dopo la sconfitta di questi ultimi, il simbolo della loro identità storica.

## Storia

### Etimologia
Secondo la tradizione messena riferita da Pausania, il monte avrebbe tratto il nome dalla omonima ninfa che, insieme alla sorella Neda, avrebbe allevato nei paraggi il piccolo Giove sottratto alla furia di Saturno, e lo avrebbero lavato nella sorgente Clepsidra che sgorgava nei pressi della cima del monte.

### La rocca
Sulla cima del monte fu costruita dai Messeni una potente fortezza che fu a lungo assediata dai Lacedemoni durante la prima guerra messenica e difesa con abilità dal re Aristodemo (VIII secolo a.C.). Al termine della guerra i Messeni furono costretti a riconoscere la supremazia degli Spartani e ciò comportò la riduzione dei Messeni allo stato di iloti.
Nel 464 a.C. la fortezza sull'Itome costituì il rifugio degli Iloti insorti contro il dominio spartano nella cosiddetta terza guerra messenica; secondo Tucidide vi resistettero per dieci anni, ma la storiografia moderna ritiene più probabile una durata di tre anni.
Ad opera del tebano Epaminonda, dopo la battaglia di Leuttra si ebbe l'invasione del Peloponneso, l'indipendenza della Messenia e la fondazione delle città di Megalopoli e Messene, ai piedi dell'Itome, le quali dovevano arginare la potenza spartana nel Peloponneso (369 a.C.).
Nel 214 a.C. Demetrio di Faro tentò invano di impadronirsi della rocca per conto di Filippo V di Macedonia; ugualmente senza successo fu il tentativo dello spartano Nabide di impadronirsi della rocca (201 a.C.).

### Religione
Sul monte Itome sorgeva il tempio dedicato a Zeus (Zeus Itomate) il cui culto si celebrava con sacrifici e gare musicali.

## Geografia
Il monte è situato nei pressi del villaggio greco moderno di Μαυρομάτι (Mavromati). Il territorio è caratterizzato da una serie di picchi e la sommità, brulla e scoscesa, è di difficile accesso. La vetta è occupata dal monastero Παναγίας Βουλκάνου (Panaghia Voulkanos) e nei suoi pressi si vedono resti delle antiche mura della rocca. Sono presenti antiche incisioni rupestri e segni di antichi corsi d'acqua. Non è stata invece trovata traccia della sorgente Clepsidra.